# Cyanidioschyzon merolae
Cyanidioschyzon merolae és una alga vermella unicel·lular que viu en ambients àcids. Aquesta alga té un únic cloroplast i un únic mitocondri, però no té ni vacúol ni paret cel·lular. El genoma ha estat el primer a ser seqüenciat el 2004;
El seu plastidi fou seqüenciat entre 2000 i 2003, i el seu mitocondri el 1998.
L'organisme és una de les algues vermelles més antigues.